# Gösta Lundquist
Gösta Lundquist (Göteborg, 15 d'agost de 1892 - Göteborg, 10 d'octubre de 1944) va ser un regatista suec que va competir a començaments del segle xx.
El 1920 va prendre part en els Jocs Olímpics d'Anvers, on va guanyar la medalla d'or en la categoria de 30 m² del programa de vela. Lundquist navegà a bord del Kullan junt al Rolf Steffenburg i Gösta Bengtsson.